# Guoshou
Il Guoshou è un titolo e una competizione goistica cinese. Il titolo guoshou (国手S, guóshǒuP, letteralmente «mano nazionale») era un titolo riconosciuto ai giocatori più forti nella storia antica e classica del Go cinese. Potevano esservi più guoshou contemporaneamente, ma se il consenso generale si concentrava su di una sola persona, le si poteva assegnare il titolo di daguoshou (大国手S), «guoshou supremo».
Il titolo è stato poi adottato per alcune competizioni goistiche per professionisti moderni, tra cui:
- il Guoshou cinese (1981-1987, Daguoshou 1993 e 1994, nuova edizione del Guoshou 2021 e 2023)
- il Guoshou femminile cinese;
- il Guoshou taiwanese.